# Моленцький Антон Матвійович
Анто́н Матві́йович Моле́нцький (справжнє прізвище — Найбок; 1843, Золочів — 1874, Львів) — український актор, режисер і театральний діяч (наприкінці життя — москвофільського напрямку). Чоловік Ольги Моленцької.

## Життєпис
Грав 1864 року в польсько-українській трупі Костянтина Лобойка, 1864—1867 — у Руському народному театрі у Львові, 1869—1871 р. очолював цей театр. Він, як зазначає Дмитро Антонович, «повів театр у москвофільському напрямі й силкувався давати вистави в московській мові, якої, до речі, ніхто не вмів».
Василь Кельсієв у подорожніх листах «Галичина та Молдавія» (1866—1867) писав про Моленцького: «Талант у нього вельми серйозний, ролі вивчає він добросовісно та ніколи не переборщує, що вельми важливо».
У 1868—1869, 1872—1873 роках керував власними трупами.
У 1872 р. майже 3 місяці виступав у м. Тернополі спільно з трупою Омеляна Бачинського.

## Ролі та вистави
Виконував ролі Хоми Кичатого й Гната Карого в перших виставах «Назара Стодолі» Тараса Шевченка на сцені театру товариства «Руська бесіда» у Львові (1865—1866).
Зіграв Финтика у виставі «Москаль-чарівник» Івана Котляревського.
Поставив п'єси «Ревізор», «Одруження» Миколи Гоголя.